# Zilog Z280

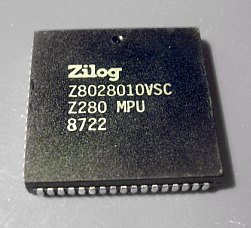
O Z280 num encapsulamento PLCC.

O Zilog Z280 foi uma versão aperfeiçoada de 16 bits do microprocessador Zilog Z80, lançado em julho de 1987.

## Características
Basicamente, o Z280 era uma versão CMOS melhorada do predecessor NMOS Zilog Z800, sendo que ambas as versões foram fracassos comerciais. Foi acrescentada uma MMU para expandir a faixa de endereçamento até 16 MiB, recursos de multitarefa e multiprocessamento, configurações de coprocessador, um cache de 256 bytes e uma grande quantidade de novas instruções e modos de endereçamento (resultando num total de mais de 2000 combinações). O clock interno era de 2 ou 4 vezes a frequência do clock externo (por exemplo, uma UCP de 16MHz com um barramento de 4MHz). Posteriormente, melhorias mais bem sucedidas à arquitetura Z80 foram realizadas através do Hitachi HD64180 e pelo Zilog eZ80, entre outros.